# Forcipomyia eukosma
Forcipomyia eukosma är en tvåvingeart som beskrevs av John William Scott Macfie 1939. Forcipomyia eukosma ingår i släktet Forcipomyia och familjen svidknott. Inga underarter finns listade i Catalogue of Life.